# Brigitte Horney

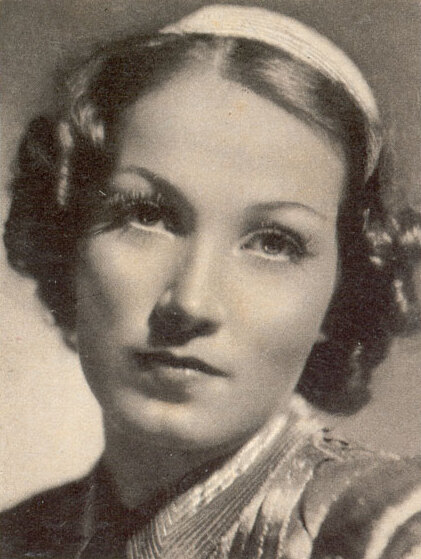
Brigitte Horney, 1935

Brigitte Horney (* 29. März 1911 in Dahlem (heute Berlin); † 27. Juli 1988 in Hamburg-Eppendorf) war eine deutsch-amerikanische Schauspielerin (Theater und Film) und Hörspielsprecherin.

## Leben

### Familie und Ausbildung

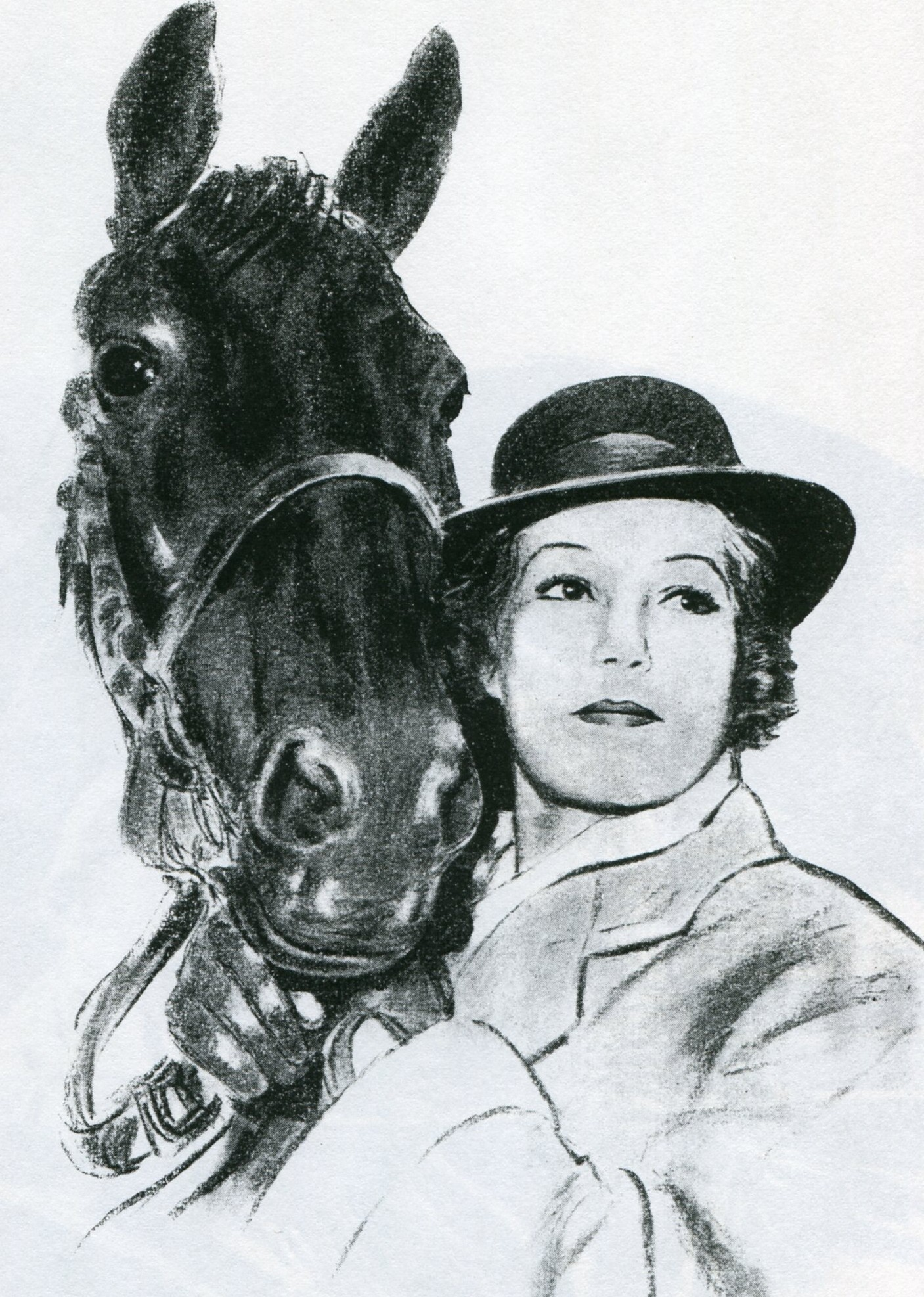
Brigitte Horney als Generalin von Reuss im Film Nacht fiel über Gotenhafen, 1959
(Illustration von Helmuth Ellgaard)

Horney war die älteste von drei Töchtern der Psychoanalytikerin Karen Horney und des Berliner Industriellen Oscar Horney. Ihr Urgroßvater war der niederländische Wasserbaudirektor Jacobus Johannes van Ronzelen. Zum größten Teil wurden sie und ihre beiden Schwestern von englischsprachigen Kindermädchen erzogen und wuchsen so zweisprachig auf. Dadurch erlernte Horney schon früh fließend Englisch, was ihr später dazu verhalf, ohne Schwierigkeiten Rollen in einigen britischen Filmproduktionen zu übernehmen. Ihre Schulzeit verbrachte sie an ausgesuchten Berliner Schulen und zum Teil an der Bellaria-Schule im schweizerischen Zuoz, da sie seit ihrem sechsten Lebensjahr an Tuberkulose litt und in der Schweiz eine spezielle Behandlung gegen ihre Lungenkrankheit erhielt. Mit 16 Jahren begann sie eine Schauspielausbildung an der Ilka-Grüning-Schule in Berlin und nahm Tanzunterricht bei Mary Wigman. Zu ihren Mitschülerinnen bei Ilka Grüning gehörten unter anderem auch Inge Meysel und Lilli Palmer. Horney bewunderte Meysel, mit Lilli Palmer war sie zeit ihres Lebens freundschaftlich verbunden.

### Bühnen- und Filmengagements in den 1930er und 1940er Jahren
Nach bestandener Prüfung bei Ilka Grüning bekam Horney für die Spielzeit 1930/1931 ihr erstes Engagement am Stadttheater Würzburg. Ihren ersten Bühnenauftritt hatte sie am 31. Oktober 1930 als Rita in dem Lustspiel Trio von Leo Lenz. Im Anschluss daran nahm sie ein Angebot der Reinhardt-Bühnen in Berlin an, nachdem sie 1930 den Max-Reinhardt-Preis als beste Nachwuchsschauspielerin erhalten hatte. Dadurch erlangte sie schon am Anfang ihrer Karriere größere Bekanntheit, so dass die UFA Probeaufnahmen mit ihr machen wollte. Noch bevor Horney ihr Engagement in Würzburg antrat, drehte sie ihren ersten Film unter der Regie von Robert Siodmak mit dem Titel Abschied, in dem sie mit der weiblichen Hauptrolle betraut wurde. Im Anschluss an ihr Würzburger Engagement spielte Horney unter Heinz Hilpert die Fanny in Marcel Pagnols Stück Zum Goldenen Anker im Lessingtheater in Berlin. Ihr Bühnenpartner war Mathias Wieman. In der Folgezeit spielte Horney an weiteren Theatern in Berlin, so am Deutschen Theater in Kat, einem Schauspiel nach Ernest Hemingways Roman In einem andern Land. Käthe Dorsch und Gustav Fröhlich spielten neben Horney die Hauptrollen. Zum ersten Mal habe sie voll und ganz – mit Herz und Seele – den Sinn des Theaterspielens begriffen, äußerte Horney danach. Als Hilpert 1932 Direktor der Volksbühne Theater am Bülowplatz wurde, wechselte die Schauspielerin mit ihm zusammen dorthin. Es begann eine künstlerische Zusammenarbeit, die ein Leben lang anhielt, genauso wie die Freundschaft der beiden. Horneys erste Rolle an der Volksbühne war die der Pauline Piperkarcka in Gerhart Hauptmanns Die Ratten. Der renommierte Theaterkritiker Alfred Kerr schrieb am 10. Oktober 1932 im Berliner Tageblatt: „[…] Alles Episodige kommt schlagend. Die Piperkarcka, Brigitte Horney, redet, sehr taktvoll, nicht allzu Polnisch. Zum Glück nicht jenes Phantasiepolnisch, das außerhalb der Operette so peinlich wird. Auch sieht sie aus […] Ja, in Berlin wird noch immer meisterhaftes Theater und meisterhaft Theater gespielt.“ 1946 war die Schauspielerin für Max Frischs Stück Santa Cruz am Schauspielhaus Zürich engagiert. Regie führte wieder Heinz Hilpert. In ihrer Schweizer Zeit spielte sie auch am Stadttheater Chur und am Stadttheater Basel. In den Jahren 1953 bis 1959 und dann noch einmal 1975 spielte sie in zahlreichen Stücken am Deutschen Theater in Göttingen, wo Heinz Hilpert die Leitung übernommen hatte.
Trotz ihrer vielen Theaterrollen fand Horney auch immer wieder Zeit für die Leinwand. So spielte sie 1932 im Film Rasputin, der auch unter dem deutschen Titel Der Dämon der Frauen lief, Conrad Veidts sibirische Geliebte, die von ihm verlassen wird. Von ihrem nächsten Film Heideschulmeister Uwe Karsten hielt die Schauspielerin überhaupt nichts. Sie beschrieb den Film als „einfach schrecklich“, da man nachträglich Szenen entfernt hatte, die wichtig waren, um die Handlung zu verstehen. Positiv wertete sie ihre Zusammenarbeit mit Marianne Hoppe, die sie „geliebt und bewundert“ habe. 1934 drehte Horney den Film Liebe, Tod und Teufel nach Robert Louis Stevensons Novelle Der Flaschenkobold, in dem sie das lockere Hafenmädchen Rubby verkörperte. Wieder arbeitete sie mit Heinz Hilpert zusammen, der Regie führte. Für Horney bedeutete diese Rolle ihren großen künstlerischen Durchbruch beim Film. Berühmt geworden ist das von Theo Mackeben für den Film komponierte Lied So oder so ist das Leben. In der Berliner Morgenpost war über den Film zu lesen: „[…] Von seinen Darstellern gibt Brigitte Horney die reifste Leistung ab. Ihre erstaunliche Wandlungsfähigkeit läßt sie das triebhafte Naturkind genauso überzeugend spielen wie die betrunkene Hafendirne oder die mondäne Kokotte.“ 1936 drehte Horney in London den englischen Film The House of the Spaniard, der zur Zeit des Bürgerkriegs in Spanien spielt. Ihr zweiter englischer Film trägt den Titel Secret Lives. Darin verkörperte Horney eine elsässische Spionin, die gegen Mata Hari spionierte. Der Film basiert auf der wahren Geschichte der Claude France. Der Film durfte seinerzeit in Deutschland nicht gezeigt werden und ist dort auch später nie gelaufen. Zwischen diesen beiden Filmen sprang die Schauspielerin noch für die erkrankte Pola Negri ein und übernahm deren Part in Savoy-Hotel 217. Stadt Anatol war ihr erster Film, den sie unter Viktor Tourjanskys Regie drehte. Ihr Partner war Gustav Fröhlich. Der Film spielt auf dem Balkan. Ein Ölfund macht einen kleinen Ort dort berühmt und reich. 1938 folgte ein weiterer Film unter Tourjanskys Regie Verklungene Melodie, in dem Willy Birgel und Carl Raddatz ihre Filmpartner waren. Ihren ebenfalls 1938 gedrehten Film Du und ich mit dem Kollegen Joachim Gottschalk hielt Brigitte Horney selbst für ihren schönsten Film. Während der Dreharbeiten verliebte sie sich nach eigener Aussage in Wolfgang Liebeneiner, den Regisseur des Films. 1939 spielte sie erneut in einem Tourjansky-Film, der den Titel Der Gouverneur trägt. Willy Birgel war ihr Film-Ehemann, und Hannelore Schroth gab ihr Filmdebüt als ihre kleine Schwester. 1941 sollte der Film Illusion mit schöner Musik von Franz Grothe den Menschen zeigen, dass es noch etwas anderes als Krieg gab. Wieder führte Tourjansky Regie. Johannes Heesters, O. E. Hasse und Nikolai Kolin waren Horneys Filmpartner.
In ihren Rollen verkörperte Horney meist starke Frauen. Obgleich sie während des Nationalsozialismus als junge Darstellerin etliche Erfolge feiern konnte, versuchte sie ihre Unabhängigkeit zu wahren und setzte sich für bedrohte Kolleginnen und Kollegen ein. So war sie bereit, für den von den Nazis wegen der Ehe mit einer Jüdin mit Schauspielverbot belegten Kollegen Joachim Gottschalk in die Schweiz zu fliegen, um für diesen ein Engagement einzuholen, während andere Kollegen zur Scheidung rieten. Als Horney nach den Verhandlungen mit dem Theater zurückkehrte, erfuhr sie vom Selbstmord der Familie Gottschalk und nahm unter anderen mit ihrem Mann sowie mit den Schauspielkollegen Gustav Knuth, René Deltgen und Werner Hinz und weiteren Freunden an der Beisetzung teil, trotz der Anweisung von Goebbels, sich als Prominenter von dieser fernzuhalten.

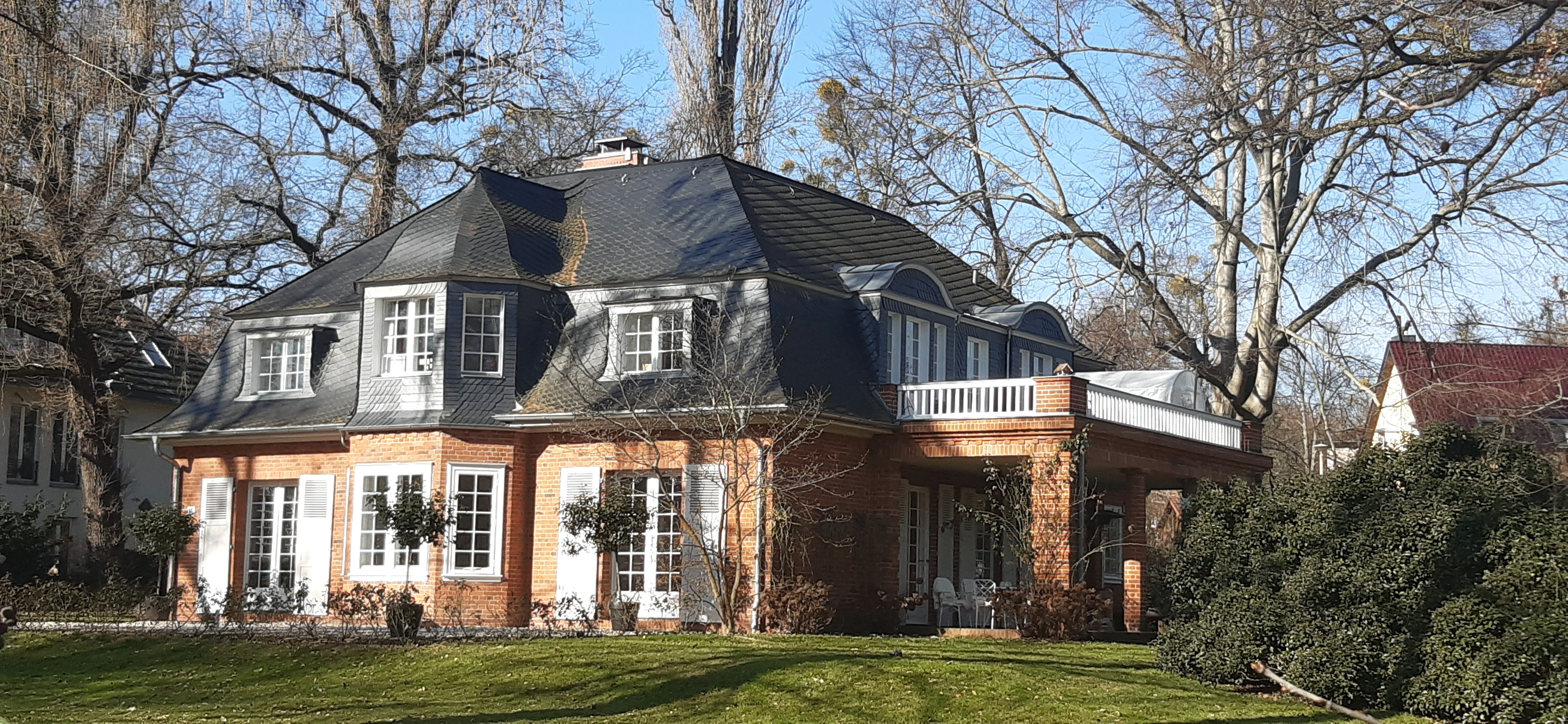
Landhaus „Gugenheim“, Johann-Strauß-Platz 11, Potsdam-Babelsberg

Darüber hinaus unterstützte sie die jüdische Vermieterin ihrer norwegischen Freundin Gerd Høst-Heyerdahl in Berlin und pflegte Kontakt zu Carl Zuckmayer im Exil. In ihrer Villa in Neubabelsberg, die sie im Zuge der Arisierung 1939 erworben hatte, beherbergte Horney 1942 Erich Kästner, der dort unter dem Pseudonym Berthold Bürger das Drehbuch für den UFA-Jubiläumsfilm Münchhausen schrieb, in dem Horney 1943 die Zarin Katharina die Große spielte, eine der Hauptrollen. Horney stand 1944 in der Gottbegnadeten-Liste des Reichsministeriums für Volksaufklärung und Propaganda.
1948 drehte Horney ihren ersten Nachkriegsfilm Die Frau am Weg unter der Regie von Eduard von Borsody. Sie spielte darin die Frau eines Grenzhüters. Horney selbst hielt ihn für einen guten Film, beim Publikum wurde er kein Erfolg.
Zu Horneys engsten und lebenslangen Freunden zählte auch der spätere CDU-Politiker Erik Blumenfeld. Da Horney sich während des Zweiten Weltkriegs mehrmals wegen ihrer erneut ausgebrochenen Tuberkulose in Schweizer Sanatorien aufhielt, gab die Presse am 20. März 1946 voreilig ihren Tod bekannt, obwohl sie, zwischenzeitlich wieder bei Kräften, auf Schweizer Bühnen stand. Die an ihren Mann gerichteten Kondolenzschreiben beantwortete sie selbst.

### Übersiedlung in die USA und letzte Jahre in Deutschland
Nach dem Tode ihrer Mutter 1952 zog Brigitte Horney nach Boston, USA, um deren Lebenswerk und deren Poliklinik weiterzuführen. 1953 wurde Brigitte Horney amerikanische Staatsbürgerin. Sie war in erster Ehe (1940 bis 1954) mit dem Kameramann Konstantin Irmen-Tschet und in zweiter Ehe (1954 bis 1985) mit dem Kunsthistoriker Hanns Swarzenski verheiratet.
Für Dreharbeiten kehrte Horney immer wieder nach Deutschland zurück; etwa ein Jahrzehnt lang arbeitete sie aber eher selten vor der Kamera. Hervorgehoben werden müssen die Filme Der gläserne Turm mit Lilli Palmer, Peter van Eyck und O. E. Hasse und Nacht fiel über Gotenhafen, der vom Untergang der Wilhelm Gustloff erzählte. Nachdem Horney 1963 in der in Österreich gedrehten Disney-Produktion Die Flucht der weißen Hengste an der Seite Robert Taylors zu sehen war, steigerten besonders zwei Edgar-Wallace-Filme ihre Popularität in der Bundesrepublik: Neues vom Hexer (1965) und Das Geheimnis der weißen Nonne (1966) neben Stewart Granger.
Von nun an war sie für über ein Jahrzehnt lang auf die Rolle edler, ehrfurchtgebietender, aber mysteriöser Damen festgelegt. Parallel zu ihrer Filmkarriere steigerte sie ihr Arbeitspensum im Hörspielbereich bis an ihr Lebensende. Vermutlich um 1968 zog Horney ins Haus Hollerberg im bayerischen Wilzhofen und wurde zum Publikumsliebling des deutschen Fernsehens, so als Tante Polly in der deutsch-kanadischen Kinder- und Jugendserie Die Abenteuer von Tom Sawyer und Huckleberry Finn, als Großmutter in Heidi oder in der Titelrolle als Teufels Großmutter. Besonders in Jakob und Adele neben Carl-Heinz Schroth entsprach sie aber nunmehr eher dem Stereotyp der kauzigen Alten. Zum Abschluss ihrer Karriere prägte sie die Hauptrolle der resoluten Matriarchin in der nach amerikanischem Vorbild angelegten Familienserie Das Erbe der Guldenburgs. Kurz vor Ende der Dreharbeiten erlag die 1986 an Krebs erkrankte Schauspielerin am 27. Juli 1988 im Alter von 77 Jahren einem Herzschlag. Das Drehbuch zur dritten Staffel der Serie musste daher komplett umgeschrieben werden.
Das Grab Brigitte Horneys befindet sich auf dem Friedhof von Wielenbach in Bayern. Ihr schriftlicher Nachlass liegt im Archiv der Akademie der Künste in Berlin.

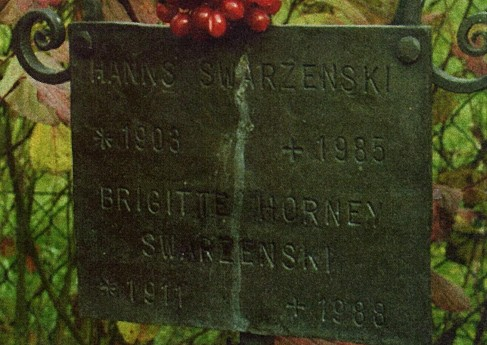
Grabstätte von Brigitte Horney

## Filmografie (Auswahl)

### Kinofilme
- 1930: Abschied
- 1931: Hass und Liebe
- 1932: Rasputin – Dämon der Frauen
- 1933: Heideschulmeister Uwe Karsten
- 1934: Ein Mann will nach Deutschland
- 1934: Der ewige Traum
- 1934: Liebe, Tod und Teufel
- 1935: Blutsbrüder
- 1935: Rêve éternel (franz. Vers. von Der ewige Traum)
- 1935: Der grüne Domino
- 1936: Savoy-Hotel 217
- 1936: Stadt Anatol
- 1936: The House of the Spaniard
- 1937: Secret Lives
- 1938: Der Katzensteg
- 1938: Verklungene Melodie
- 1938: Revolutionshochzeit
- 1938: Anna Favetti
- 1938: Du und ich
- 1939: Aufruhr in Damaskus
- 1939: Ziel in den Wolken
- 1939: Der Gouverneur
- 1939: Eine Frau wie Du
- 1939: Befreite Hände
- 1940: Feinde
- 1941: Das Mädchen von Fanö
- 1941: Illusion
- 1942: Geliebte Welt
- 1943: Münchhausen
- 1943/47: Am Ende der Welt
- 1948: Die Frau am Weg
- 1949: Verspieltes Leben
- 1950: Melodie des Schicksals
- 1953: Solange Du da bist
- 1954: Gefangene der Liebe
- 1954: Der letzte Sommer
- 1957: Der gläserne Turm
- 1960: Nacht fiel über Gotenhafen
- 1960: Das Erbe von Björndal
- 1961: Ruf der Wildgänse
- 1963: Flucht der weißen Hengste (Miracle of the White Stallions)
- 1965: Neues vom Hexer
- 1966: Ich suche einen Mann
- 1966: Das Geheimnis der weißen Nonne
- 1980: Charlotte
- 1983: Bella Donna

### Fernsehen
- 1959: Geschlossene Gesellschaft
- 1962: Daphne Laureola
- 1963: Die Möwe
- 1964: Dann geh zu Thorp
- 1968: Eine etwas sonderbare Dame
- 1970: Auktion bei Gwendoline
- 1971: Paradies der alten Damen
- 1971: Die Auferstehung des Stefan Stefanow
- 1972: Das Geheimnis der alten Mamsell
- 1972: Die Vitrine
- 1973: Der Kommissar – (Folge 56: Tod eines Hippiemädchens)
- 1974: Der Kommissar – (Folge 79: Jähes Ende einer interessanten Beziehung)
- 1977: Derrick – (Folge 32: Eine Nacht im Oktober)
- 1977: Der Alte – (Folge 3: Der Alte schlägt zweimal zu)
- 1977: Eichholz und Söhne
- 1978: Haus der Frauen
- 1978: Kleine bunte Freudenspender
- 1978: Heidi
- 1979: Wunder einer Nacht
- 1979: Einzelzimmer
- 1979: Sonne, Wein und harte Nüsse: Die Sache mit dem Backofen
- 1979: Wo die Liebe hinfällt
- 1980: Die Abenteuer von Tom Sawyer und Huckleberry Finn
- 1980: Derrick – (Folge 71: Die Entscheidung)
- 1980: Teegebäck und Platzpatronen
- 1981: Billy – Ein junger Mann auf der Suche nach seiner Identität
- 1982: So oder so ist das Leben
- 1982: Urlaub am Meer
- 1982: Der Alte – (Folge 57: Teufelsküche)
- 1982–1989: Jakob und Adele
- 1983: Ein Mord liegt auf der Hand
- 1984: Das Traumschiff: Rio (Der Falschspieler)
- 1985: Mamas Geburtstag
- 1985: Alte Gauner: Die große Prüfung
- 1986: Teufels Großmutter
- 1987–1988: Das Erbe der Guldenburgs

## Hörspiele
- 1949: Max Frisch: Als der Krieg zu Ende war (DRS)
- 1950: Albert Camus: Die Gerechten – Regie: Kurt Bürgin (SRG Radio Bern)
- 1951: Ernst von Khuon: Der Schnitt durch das Labyrinth – Regie: Karl Peter Biltz (SWF)
- 1953: Jacques Déval: Heute Nacht in Samarkand – Regie: Heinz-Günter Stamm (BR)
- 1953: Max Frisch: Rip van Winkle – Regie: Walter Ohm (BR/RB)
- 1954: Thornton Wilder: Die Frau von der Insel Andros – Regie: Fränze Roloff (HR)
- 1954: Jean Cocteau: Die geliebte Stimme (DRS)
- 1954: Lucille Fletcher: Falsch verbunden – Regie: Kurt Bürgin (DRS)
- 1955: Kurt Kusenberg: Die Glücklichen – Regie: Heinz-Günter Stamm (BR)
- 1955: Horst Lange: Die Goldgräber – Regie: Helmut Brennicke (BR)
- 1958: Vicki Baum: Menschen im Hotel – Regie: Heinz-Günter Stamm (SWF)
- 1958: Yukio Mishima: Zwei moderne Nô-Spiele (Die getauschten Fächer; Die Damasttrommel) – Regie: Helmut Brennicke (BR)
- 1959: André Breton: Nadja Etoilée – Regie: Jean Jacques Vierne; Marcel Wall (SWF/ORF)
- 1959: Max Frisch: Santa Cruz – Regie: Friedhelm Ortmann (SWF)
- 1961: Aischylos: Die Orestie (3 Teile) – Bearbeitung und Regie: Friedhelm Ortmann (WDR)
- 1962: Horst Mönnich: Der vierte Platz (4 Folgen) – Regie: Friedhelm Ortmann (WDR/BR/SDR)
- 1963: Johanna Moosdorf: Ein blinder Spiegel – Regie: Friedhelm Ortmann (WDR)
- 1963: Peter Hemmer: Spätzug – Regie: Friedhelm Ortmann (WDR)
- 1963: August Strindberg: Totentanz – Regie: Heinz Wilhelm Schwarz (WDR)
- 1965: Alfred Eidenbenz: Das Märchen vom Glasbläser – Regie: Heinz Wilhelm Schwarz (WDR)
- 1965: Alfred Eidenbenz: Das Märchen vom verlassenen Haus – Regie: Heinz Wilhelm Schwarz (WDR)
- 1965: John Boynton Priestley: Ein Inspektor kommt – Regie: Heinz Wilhelm Schwarz (WDR)
- 1966: Erasmus Schöfer: Berg der Schatten – Regie: Friedhelm Ortmann (WDR)
- 1967: Michal Tonecki: Was ist heute für ein Tag? Freitag – Regie und Sprecher: Günther Sauer (WDR)
- 1968: Eiler Jörgensen: Eltern – Regie: Ulrich Lauterbach (SWF/WDR)
- 1969: Tennessee Williams: Plötzlich letzten Sommer – Regie: Friedhelm Ortmann (WDR)
- 1970: Adrian Rhys: Echos – Regie: Ulrich Lauterbach (WDR)
- 1970: Dieter Wellershoff: Das Schreien der Katze im Sack – Regie: Friedhelm Ortmann (WDR/HR/SDR)
- 1971: Adrian Rhys: Mr. und Mrs. Squirrel – Regie: Friedhelm Ortmann (HR)
- 1971: Konrad Hansen: Vom Hackepeter und der kalten Mamsell – Regie: Friedhelm Ortmann (WDR)
- 1972: Konrad Hansen: Maulbrüter – Regie: Friedhelm Ortmann (WDR)
- 1972: Friederike Mayröcker: Message Comes – Regie: Günter Becker; Lotte Koch; Theo Staats; Uwe Gronostay; Horst Loebe (RB)
- 1973: Anne Leaton: Das Flüstern der Welt vor der Auflösung – Regie: Heinz Dieter Köhler (WDR)
- 1974: Konrad Hansen: Das Floß der Medusa – oder Vermittlung eines gehobenen Wortschatzes – Regie: Friedhelm Ortmann (RB/WDR)
- 1974: Barry Bermange: Knochen – Regie: Heinz Dieter Köhler (WDR)
- 1974: Ruth Rehmann: Frau Violets Haus – Regie: Otto Kurth (WDR)
- 1975: Marie Luise Kaschnitz: Ja, mein Engel – Regie: Horst Loebe (RB)
- 1975: Martin Walser: Lindauer Pietà – Regie: Günther Sauer (WDR)
- 1975: Uve Schmidt: Die Zuckerdose – Regie: Horst Loebe (HR)
- 1976: Eugene O’Neill: Eines langen Tages Reise in die Nacht – Bearbeitung und Regie: Urs Helmensdorfer (DRS)
- 1978: Else Lasker-Schüler: Die Wupper – Bearbeitung und Regie: Heinz Dieter Köhler (WDR)
- 1978: Michael Dines: Akt der Gewalt – Regie: Andreas Weber-Schäfer (SDR)
- 1981: Gert Hofmann: Casanova und die Figurantin – Regie: Walter Adler (HR)
- 1982: Mischa Mleinek: Von irgendwo Flötenspiel – Regie: Anke Beckert (BR)
- 1983: Ernst Schnabel: Die hohen Schiffe/Hunger – Regie: Hermann Naber (SWF)
- 1983: Anneliese Steinhoff: Tante Marga Winterfest – Regie: Michael Peter (BR)
- 1983: Erland Josephson: Männerängste (3. Folge: Flüchtige Bekanntschaft) – Regie: Horst H. Vollmer (HR)
- 1983: Hans Joachim Sell: Die langsamen Pfeile – Regie: Woldemar Leippi (SFB/ORF)
- 1984: William Douglas-Home: Der Eisvogel – Regie: Horst Sachtleben (BR)
- 1984: Barbara Bronnen: Marmorengel – Regie: Heinz Hostnig (BR/SWF)
- 1984: Melchior Schedler: Cordoba oder Die Kunst des Badens – Regie: Otto Düben (SDR) – Auszeichnung: Hörspiel des Jahrzehnts
- 1984: Sebastian Goy: Ein vermaledeit klebriger Winter auf dem Schlafzimmerbahnhof der Katja Schoheija – Regie: Horst Loebe (RB/RIAS)
- 1985: Borislav Pekic: Ausflug in die Goldene Stadt – Regie: Ulrich Lauterbach (WDR)
- 1988: Iacovos Kambanellis: Die vier Beine des Tisches – Regie: Friedhelm Ortmann (WDR)

## Theater (Auswahl)
(Stadttheater, Würzburg)
- 1930: Trio – Lustspiel von Leo Renz … als Rita
- 1930: …Vater sein dagegen sehr – Komödie von E. Ch. Carpenter … als Maria Credaro
- 1931: Olympia – Spiel von Ferenc Molnár … als Olympia
- 1931: Elisabeth von England – Schauspiel von Ferdinand Bruckner … als Isabella
- 1931: Marguerite durch drei – Lustspiel von Fritz Schwiefert … als Marguerite
- 1931: Hurra, ein Junge – Schwank von Franz Arnold und Ernst Bach … als Helga Lüders
- 1931: Voruntersuchung – Schauspiel von Max Alsberg und Otto Ernst Hesse … als Melitta Ziehr

(Lessingtheater, Berlin)
- 1931: Zum goldenen Anker – Komödie von Marcel Pagnol … als Fanny

(Deutsches Theater Berlin)
- 1931: Kat – Schauspiel nach Ernest Hemingway … als Miss Fergusson
- 1932: Timon – Schauspiel von Ferdinand Bruckner … als Myrthis und Aphrodite
- 1939: Pygmalion – Komödie von George Bernard Shaw … als Eliza

(Theater am Kurfürstendamm, Berlin)
- 1931: Die Heilige aus USA – Historie von Ilse Langner … als Auguste Stetson

(Volksbühne Theater am Bülowplatz, Berlin)
- 1932: Die Ratten – Tragikomödie von Gerhart Hauptmann … als Pauline Piperkarcka
- 1932: Das neue Paradies – Komödie von Julius Hay … als Diana Clark
- 1932: Die Sardinenfischer – Schauspiel von Elisabeth Castonier … als Packerin
- 1933: Viel Lärm um nichts – Lustspiel von William Shakespeare … als Margaretha

(Volksbühne, Theater am Horst-Wessel-Platz, Berlin)
- 1933: Der Bauer als Millionär – Romantisches Zaubermärchen von Ferdinand Raimund … als Die Zufriedenheit

(Deutsches Theater Göttingen)
- 1953: Amphitryon – Lustspiel von Heinrich von Kleist … als Alkmene
- 1953: Ulla Winblad oder Musik und Leben des Carl Michael Bellmann von Carl Zuckmayer … als Ulla Winblad
- 1957: Santa Cruz – Drama von Max Frisch … als Elvira
- 1959: Zwei Worte töten – Stück von Erwin Sylvanus … als Ruth Benzin

(Schauspielhaus Zürich)
- 1946: Santa Cruz – Schauspiel von Max Frisch … als Elvira
- 1948: Die schmutzigen Hände – Schauspiel von Jean-Paul Sartre … als Olga
- 1949: Als der Krieg zu Ende war – Schauspiel von Max Frisch … als Agnes
- 1975: Die Irre von Chaillot – Drama von Jean Giraudoux … als Aurelie

(Stadttheater, Chur)
- 1946: Verkündigung – Schauspiel von Paul Claudel … als Mara
- 1946: Das Wintermärchen – Märchenspiel von William Shakespeare … als Hermione
- 1947: Ist Geraldine ein Engel? – Lustspiel von Hans Jaray … als Geraldine
- 1947: Der Heiratsantrag – Einakter von Anton Tschechow … als Natalia
- 1947: Die heilige Johanna – Dramatische Chronik von George Bernard Shaw … als Johanna

(Stadttheater, Basel)
- 1947: Jegor Bulytschow und andere – Schauspiel von Maxim Gorki … als Glafira
- 1947: Hamlet – Tragödie von William Shakespeare … als Gertrude
- 1947: Bernarda Albas Haus – Frauentragödie von Federico García Lorca … als Magdalena
- 1948: Blaubart – Ein Versteckspiel des Schicksals von Walter Jost … als Elisa

## Auszeichnungen
- 1930 Max-Reinhardt-Preis als beste Nachwuchsschauspielerin
- 1939 aus Anlass des 50. Geburtstages von Adolf Hitler Verleihung des Titels „Staatsschauspielerin“.[11]
- 1965 Bambi
- 1972 Filmband in Gold für besondere Verdienste um den deutschen Film,
- 1983 Goldene Kamera
- 1987 Telestar

## Diskographie
- 1934: So oder so ist das Leben (aus: Liebe, Tod und Teufel, Film- und Schellackfassung)
- 1936: Das Geständnis
- 1936: Warum liebt man so die Liebe
- 1937/38: There’s No Escape (nur im Film Secret Lives – I Married a Spy, GB)
- 1938: Nur dich allein hab ich geliebt (nur im Film Verklungene Melodie)
- 1986: Plaisir d’amour (nur in Jakob und Adele, Folge Ein Haus mit hellen Fenstern)

## Schriften
- So oder so ist das Leben – Eine unvergeßliche Schauspielerin erzählt ihr Leben. Aufgezeichnet von Gerd Høst-Heyerdahl. Scherz Verlag, Bern, München, Wien, 1992, ISBN 3-502-18335-X.